# Português (lutador)
Carlos Eduardo de Souza Vieira, mais conhecido como Português (São Paulo, 2 de novembro de 1977) é um lutador de jiu-jitsu brasileiro.
O atleta começou no jiu-jitsu em 1993, com o mestre Jorge Pina Barbosa, na cidade mineira de São Lourenço. Em novembro de 2001 recebeu a faixa preta  das mãos dos mestres Max Trombini e Eduardo de Sá Leitão.

## Títulos mais importantes
- Campeão brasileiro 2005[3]
- Campeão europeu 2004[4]
- Campeão pan-americano 2002[5] e 2003[6]